# Taxilejeunea lyratiflora
Taxilejeunea lyratiflora là một loài Rêu trong họ Lejeuneaceae. Loài này được (Stephani) Tixier miêu tả khoa học đầu tiên năm 1995.